# Train bleu (Mayotte)
Pour les articles homonymes, voir Train bleu.
 (février 2021).
Le train bleu, ou treni bilé en mahorais, est un projet de réseau ferroviaire régional à Mayotte, département d'outre-mer français de l'océan Indien. Il vise à désaturer le réseau routier de l'île et répondre aux attentes en matière de protection de l'environnement. Encore à l'étude, sa mise en service est projetée pour 2040. Le projet présenté en 2021 prévoit une ceinture ferroviaire littorale comportant trois barreaux de liaison traversant Grande-Terre ainsi qu'une liaison fixe entre Mamoudzou sur Grande-Terre et Pamandzi via le rocher de Dzaoudzi sur Petite-Terre.